# 阿莱城的姑娘
《阿莱城的姑娘》（法語：L'Arlésienne）是法國作曲家喬治·比才为阿爾封斯·都德的同名戲劇作品创作的二十七首包含聲樂、合唱和小型管絃樂曲的附带音乐。在受沃德維爾劇院經理莱昂·卡瓦略委託下創作，于1872年10月1日在巴黎沃德維爾劇院首演，比才自己也在樂團中演奏風琴。由於《阿萊城的姑娘》原始劇本經審查後被禁止演出，修改後的劇情使觀眾失望而導致首演失敗，終究只演出了二十一場。後來比才從中擷取四首改編成管絃樂曲，1872年11月10日首演由朱尔·帕德卢指揮而大受歡迎，這就是後來廣為流傳的第一組曲，也是比才為數不多甫發表就成功的作品。

## 《第一組曲》
由以下四個樂章組成：
- 1.前奏曲--明晰的快板(Prélude, Allegro deciso)：為原劇第一幕前奏曲，前段取材自普羅旺斯當地的民謠《三王進行曲》，以不同的配器與和聲進行變奏，後段以薩克斯風獨奏呈現主角弟弟的主題。

- 2.小步舞曲--嬉戲的快板(Minuet, Allegro giocoso)：為原劇第三幕開始前的間奏曲，最初以絃樂與木管交織演繹農村年輕男女舞蹈換位，而後悠揚的旋律透出節慶的氣氛、戀人的幸福及明媚的風光。

- 3.稍慢板(Adagietto)：為原劇第三幕第二景的《間奏曲》，以絃樂娓娓道出分開五十年的情人重逢時回憶過去的感情。

- 4.鐘--中快板(Carillon, Allegro moderato)：為原劇第三幕第一景的配樂，以法國號奏出重複樣式模擬宏亮的教堂鐘聲，而後以長笛二重奏描繪感情的甜美而至絃樂表現感情的濃烈，最後鐘聲再現。

## 《第二組曲》
比才的朋友埃内斯特·吉罗取用於第一組曲以外的原劇配樂以及歌劇《貝城一麗姝》中的“二重唱”加以重新配器編曲成管弦樂團編制，在1879年出版，包含四個樂章：
- 1.田園曲(Pastorale)：取自原劇第二幕的《間奏曲》，以牧歌的風格呈現法國南部普羅旺斯的田園景色。

- 2.間奏曲(Intermezzo)：取自原劇第二幕第一、二景間的間奏曲，薩克斯風主旋律後來另被配上《羔羊頌》祈禱文而成為獨唱曲。

- 3.小步舞曲(Minuet)：改編自《貝城一麗姝》第三幕的“二重唱”，除長笛與豎琴的獨奏外，人聲的部分改為薩克斯風演奏。

- 4.法蘭多爾舞曲(Farandole)：本為原劇第三幕村民所跳的《法蘭多爾舞曲》，吉罗將《三王進行曲》主題旋律融入以交錯對位的方式呈現。